# З вогню та в полум'я (Доктор Хаус)
«З вогню та в полум'я» (англ. Whac-A-Mole)  — восьма серія третього сезону американського телесеріалу «Доктор Хаус». Прем'єра епізоду проходила на каналі FOX 21 листопада 2006. Доктор Хаус і його команда мають врятувати молодого хлопця, який через втрату батьків, мусить піклуватися про молодших брата й сестру.

## Сюжет
На вечірці у 18-річного Джека, який працює офіціантом, починається блювання і трапляється серцевий напад. На початку серії глядачу стає зрозумілим, що Тріттер почав воювати не тільки з Хаусом. Він відібрав рахунки Вілсона, а тепер і машину.
Ознайомившись зі справою Хаус вирішує погратися з командою: кожен з них має зробити один тест, і якщо всі тести виявляються негативними, то після полудня вони зможуть відкрити конверт, який Хаус причепив до дошки, і зрозуміти правильний діагноз. Чейз вирішує зробити аналіз на бактеріальну хворобу, Форман МРТ, щоб виявити пухлину, а Кемерон вважає, що інфаркт міг бути спричинений спазмом коронарних судин. Проте жоден з тестів не виявився позитивним. Нарешті Хаус висунув свою версію — гепатит А. Тим часом Вілсон, який тільки-но прийшов на роботу, дізнається, що Тріттер також заборонив йому виписувати рецепти всім його пацієнтам. Він повідомляє цю новину Хаусу і каже йому, що не зможе виписувати вікодин. Також він попросив команду допомагати йому з рецептами.
Джека виліковують від гепатиту, але невдовзі у нього починається кровотеча з вуха, носа і руки. Хаус дає розпорядження зробити поперекову пункцію і взяти блювоту з кафе у якому працює Джек. Під час пункції Форман випадково ламає ребро Джеку. Після проведених аналізів зрозуміло, що у пацієнта остеомієліт. Згодом Форман робить аналіз на сифіліс, Кемерон на ейконалу, а Чейз на ботулізм. Всі три тести виявляється позитивними. Після лікування всіх трьох хвороб у Джека почались напади, які повторюються кожні дві години. Хлопець казав, що вживав наркотики до смерті батьків, але Хаус тільки зараз зрозумів, що вони могли настільки погіршити стан пацієнт. Він думає, що вони могли залишитись в жирових клітинах, тому наказує команді підняти температуру Джека і дочекатись нападу, щоб взяти аналіз на наявність наркотиків. Після нападу Форман повідомляє Хауса, що наркотиків не виявлено. Тож він дає розпорядження зробити ще одне МРТ.
МРТ знаходить кілька десятків мікро пухлин по всьому мозку. Опромінення неможливе, так як воно доб'є імунітет. Хаус наказує перевірити Джека на грибки. Незабаром Хаус розуміє, що через стреси у хлопця виникла генетична хвороба. Доки в нього був гепатит він почувався набагато краще, ніж коли його вилікували. Сам само й з іншими трьома хворобами. Хаус вирішує знову заразити Джека. Перемогла сератія і Джеку нарешті поставили діагноз — хронічний гранулематоз. Джеку потрібно робити пересадку кісткового мозку. Найкращим кандидатом виявляється його 8-річний брат Вілл. Проте Джек не погоджується на те, щоб його маленького брата оперували через нього. Він вирішує віддати дітей до притулку.